# Đại bàng vàng châu Á
Đại bàng vàng châu Á hay còn gọi là Berkut (Danh pháp khoa học: Aquila chrysaetos daphanea) là một phân loài của loài đại bàng vàng (A. chrysaetos) phân bố ở các vùng thuộc châu Á từ vùng trung tâm Kazakhstan (bao gồm cả vùng Mông Cổ), phía Đông của Iran cho tới vùng cực đông của dãy Kavkaz và phân bố tràn rộng qua vùng Mãn Châu và Trung tâm của Trung Quốc cho đến dọc dãy núi Himalaya từ Bắc Pakistan tới phía Tây Bhutan và kéo dài cho đến phía Bắc Ấn Độ và phía Bắc Myanmar. Chúng cũng được nhập về Việt Nam nuôi làm cảnh.
Đại bàng vàng được coi là thần điểu của thảo nguyên, loại đại bàng mà người Kazakhstan nuôi là đại bàng vàng, một trong những giống chim săn mồi lớn nhất thế giới. Chúng là loại chim mạnh mẽ xuất hiện nhiều ở Trung Á. Phân loài Á-Âu này đã được sử dụng để đi săn và giết chết con mồi như sói xám (Canis lupus) trong một số cộng đồng bản địa. Ở Việt Nam, phân loài đại bàng này còn được gọi bằng tên thông dụng là đại bàng Mông Cổ hay đại bàng vàng Mông Cổ do xuất xứ của nó ở Việt Nam được nhập từ Mông Cổ, nó cũng được gọi là đại bàng hoàng kim vì giá cả đắt đỏ của chúng trên thị trường, hiện nay, vì phong cách hoang dã và dũng mãnh nên chúng rất được giới trẻ ưa chuộng.

## Đặc điểm
Đại bàng lông vàng là loại chim mạnh mẽ xuất hiện nhiều ở Trung Á. Khi trưởng thành, nó nặng khoảng 6,5 kg, chiều dài thân từ 66 – 102 cm, sải cánh rộng hơn 2m (nặng 5.6 kg và có sải cảnh dài 3m). Thậm chí, một con đại bàng trưởng thành có thể nặng đến 7 kg, sải cánh hơn 230 cm. Đại bàng lớn nặng tới 6,5 kg, sải cánh rộng hơn 2 mét. Một con đại bàng có thể sống tới 50 tuổi, nhưng hầu hết chúng thường được nuôi để săn bắt trong 10 năm, sau đó chúng được thả về với thiên nhiên hoang dã. Đại bàng là loài động vật hoang dã, với bản năng săn mồi điêu luyện.
Chim đại bàng Mông Cổ có đôi mắt rực sáng, bộ móng vuốt và chiếc mỏ sắc như dao nhọn, có khả năng lao nhanh như tên bắn Những con đại bàng hùng dũng có đôi mắt rực sáng, móng vuốt và chiếc mỏ sắc như dao nhọn. Những con con đại bàng biển 4 tuổi, nặng gần 3 kg, sải cánh rộng hơn 1m, đôi mắt dữ tợn cái mỏ và bộ móng vuốt sắc như dao do vậy chúng là loài dũng mãnh, biểu tượng của sức mạnh, sự kiêu hùng. Đại vàng bàng Mông Cổ sống ở vùng có khí hậu lạnh, chúng có cơ chế thoát nhiệt ở đôi chân.
Con mái nặng hơn con trống và săn dẻo dai, khéo léo hơn. Đại bàng cái non, bởi chúng về sau sẽ lớn hơn các con đực. Đôi cánh dài và mạnh mẽ của chim đại bàng sống ở vùng núi Altai giúp chúng trở nên đặc biệt hơn so với loài đại bàng sống ở đồng cỏ. Các móng vuốt trên chân của đại bàng cong và sắc nhọn. Bộ móng vuốt sắc bén này chính là vũ khí lợi hại của chúng trong việc tấn công và bắt giữ con mồi. Đại bàng săn mồi có thể bay rất xa để tìm con mồi, nó có tầm nhìn gấp 8 lần tầm nhìn của con người. Tầm nhìn của đại bàng cũng là một điều đáng sợ với con mồi. Trung bình, tầm nhìn của mỗi chú đại bàng gấp 8 lần tầm nhìn của con người. Chúng có thể phát hiện ra con mồi nhỏ bé khi ở cách xa hàng dặm.
Móng vuốt chắc khỏe và chiếc mỏ sắt nhọn chính là vũ khí lợi hại của đại bàng. Đại bàng vàng đạt vận tốc lên tới 250 km/h với móng vuốt sắc nhọn có thể giết chết các con mồi cỡ nhỏ như cáo, thỏ hay bắt sống chó sói. Đại bàng vàng có thể sà xuống quắp đi cả những con thú lớn như chó sói, với tốc độ bay lên tới 200 km/giờ. Các móng vuốt trên chân của đại bàng cong và sắc nhọn. Bộ móng vuốt sắc bén này chính là vũ khí lợi hại của chúng trong việc tấn công và bắt giữ con mồi. Chính đặc điểm này khiến đại bàng được gọi bằng một cái tên mà ý nghĩa của nó xuất phát từ một từ Latinh đó là Rapere (có nghĩa là kẹp chặt hay túm lấy).
Đại bàng là loài chim dũng mãnh của thảo nguyên Mông Cổ, tốc độ khi lao xuống của nó có thể tới 200 km/h. Đại bàng có thể tấn công con mồi lớn như chó sói. Móng vuốt chắc khỏe cùng chiếc mỏ sắc nhọn là vũ khí tấn công lợi hại giúp nó có thể hạ gục những con mồi lớn như chó sói. Trong những cuộc săn sói, người ta thả cho đại bàng săn trước và đuổi theo những con chó sói bị tách khỏi đàn. Từ trên cao đại bàng vàng lao xuống bằng tốc độ kinh khủng rồi dùng móng vuốt chắc khỏe của mình tấn công con sói. Sau những chống cự yếu ớt thì con sói dường như nằm im chịu trận trước vuốt đại bàng. 

## Chế độ ăn
Thức ăn của những loại chim săn này thường là thịt, đặc biệt là những loại thịt có xương như chim cút, bồ câu, chim sẻ, thỏ, chuột đồng, tuy nhiên lại hạn chế các loại thịt nhiều mỡ, đạm như thịt heo, không được cho đại bàng ăn đồ lạnh hay đồ ôi thiu vì chim sẽ bị tiêu chảy. Có thể cho đại bàng ăn thịt chuột, thịt bò, thịt heo, cá. Cho chim con ăn ngày 2- 3 cữ. Nhưng đấy là thức ăn cho chim non. Còn chim lớn thì nên cho ăn thịt thỏ, thịt chim sẻ, chuột đồng. Ăn thịt bò và thịt lợn cũng được nhưng khá tốn kén. Có những con đại bàng mới 5 tháng tuổi và mỗi ngày ăn hết cả một con chim cút.
Ở vùng Trung Á, đại bàng vàng có thể ăn hết một con thỏ chỉ trong vòng 2 ngày. Ở vùng Mông Cổ, lúc tập bay cho chim, người huấn luyện sẽ thưởng cho nó một miếng thịt thỏ mỗi lần bay đi và quay về đúng chỗ. Mỗi ngày, chú chim đại bàng được tập bay ở khoảng cách càng xa hơn. Người ta thường đặt miếng thịt ở bên trên cầu vai và huấn luyện nghiêm ngặt để đại bàng có thể tự quen mùi và tới ăn. Người Kazakh thường cho đại bàng ăn thịt còn dính máu của các loài vật khác nhau để chũng có thể phân biệt được mùi vị. Chúng cũng được huấn luyện để phân biệt các loại gia súc để không tấn công và ăn thị gia súc, gia cầm của con người
Ở Việt Nam, mỗi đại bàng mỗi ngày ăn hết 40.000 đồng thịt mà phải là loại thịt nạc tươi không mỡ và không được cho đại bàng ăn đồ lạnh. Thức ăn của đại bàng cũng dao động từ 100.000 – 200.000 đồng/ngày, chủ yếu là thịt sống như chim cút, chuột. Trong quá trình dưỡng bệnh hoặc cho chim biểu diễn thì cần phải bổ sung gan, tim bò, bồ câu nên rất tốn kém. mỗi ngày, con đại bàng ưng này ăn hết bốn con chim cút, tính ra mất 30 nghìn đồng. Thức ăn hàng ngày của giống "đại bàng hoàng kim" là các loại thịt động vật như gà, chuột và chim nhỏ. Khi thuần thục, người chủ cần vung mạnh cánh tay, chú đại bàng biển tung cánh bay liệng một vòng đẹp mắt, nghe thấy hiệu còi dài của chủ, nó liền bay trở lại đáp gọn vào chiếc găng tay da và thưởng thức miếng thịt bò tươi chủ thưởng cho. 

## Nhập khẩu
Đại bàng Mông Cổ cũng đã được nhập về Việt Nam làm cảnh. Người Mông Cổ thường nuôi chúng để đi săn bắt, kiếm thức ăn nên chúng còn được gọi là đại bàng vàng Mông Cổ, đại bàng Mông Cổ này tượng trưng cho sức mạnh và quyền lực. Giá của Đại bàng Mông Cổ ở Việt Nam với đầy đủ giấy tờ vào khoảng 10.000 USD/con (200 triệu đồng Việt Nam), hiện tại ở Việt Nam chỉ có khoảng năm con đại bàng vàng Mông Cổ; trong đó cả miền Bắc có bốn con và miền Nam có một con. Một con đại bàng có nguồn gốc từ Mông Cổ khi nhập về Việt Nam có giá khoảng hơn 10.000 USD, chưa kể các phụ kiện đi kèm, khi nhập từ Slovenia về Việt Nam với đầy đủ giấy tờ có giá khoảng 10.000 USD/con. Cặp đại bàng ở Hà Nội hiện là hai con duy nhất có đầy đủ giấy tờ hơp lệ ở Việt Nam. Là chim săn mồi độc nhất ở Việt Nam có xuất xứ từ Mông Cổ, "đại bàng hoàng kim" được trả giá tới 250 triệu đồng. Đây là giống chim săn mồi "khủng" nhất ở Việt Nam cho đến thời điểm hiện tại, ở Việt Nam không có môi trường cho chúng săn vì dòng này là dòng chuyên săn những con mồi lớn như sói, nai, hươu